# Karas
A Karas (románul Caraș, szerbül Karaš vagy Караш) folyó Románia és Szerbia területén, a Duna bal oldali mellékfolyója.

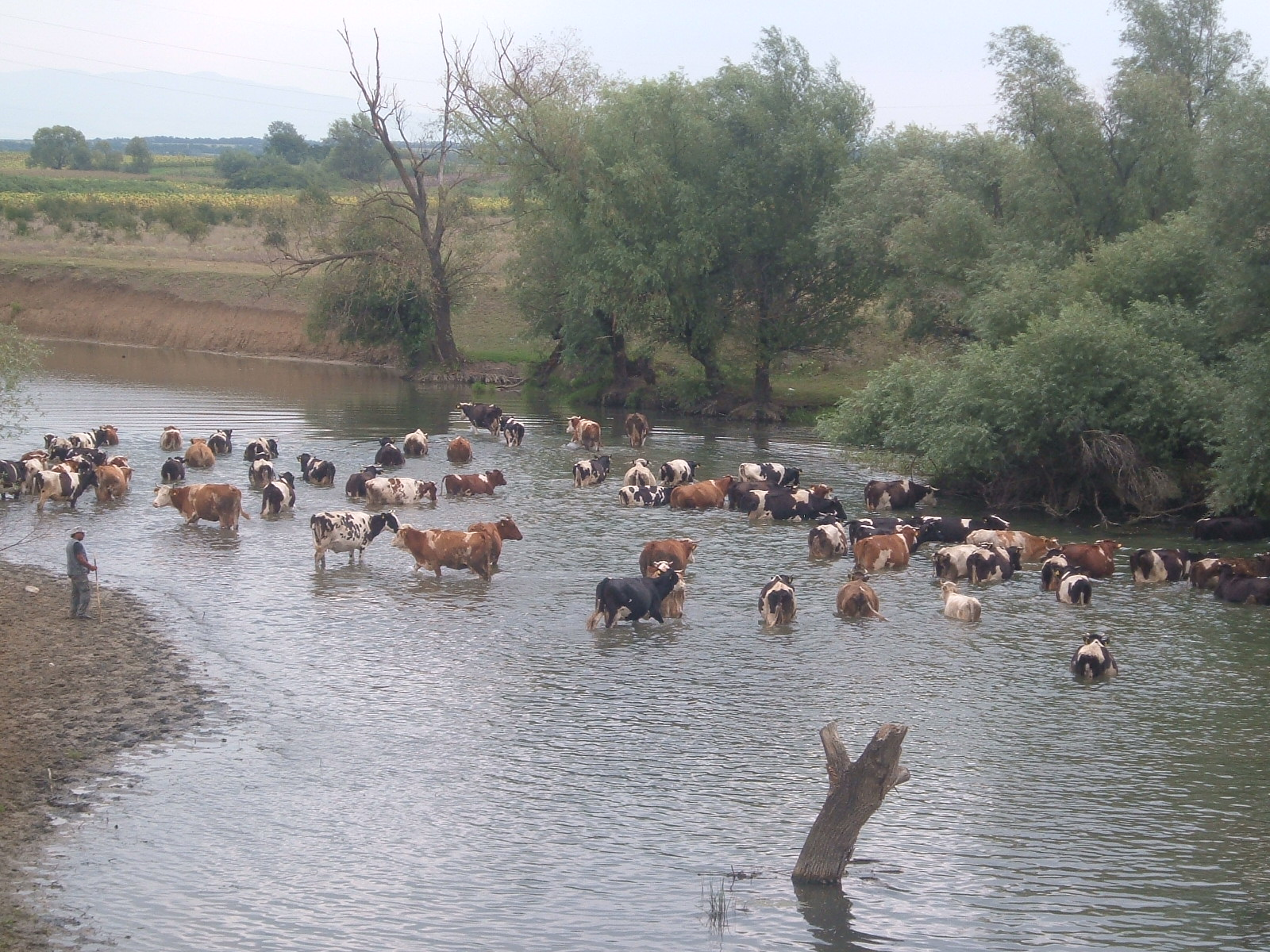
Tehenek a Karas folyóban Temesőr és Karasjeszenő határán

A Szörényi-érchegységben ered, Stájerlakaninától 5 km-re keletre a Déli-Kárpátokban és Palánknál torkollik a Dunába. Hossza 110 km, vízgyűjtő területe 1 400 km². Romániai szakaszán laknak a krassovánok.

## Települések a folyó mentén

### Romániában
- Krassóvár (Carașova)
- Gorony (Goruia)
- Nagytikvány (Ticvaniu Mare)
- Kákófalva (Grădinari)
- Varadia (Vărădia)
- Alsóvarány (Vrani)

### Szerbiában
- Mélykastély (Kuštilj)
- Vajdalak (Vojvodinci)
- Udvarszállás (Dobričevo)
- Temesőr (Straža)
- Karasjeszenő (Jasenovo)
- Temesváralja (Dupljaja)
- Gerebenc (Grebenac)
- Gajtas (Kajtasovo)
- Palánk (Banatska Palnaka)

## Mellékvizek
Jelentősebb mellékvizei (zárójelben a torkolattól mért távolság):
- Izvoru Mare River
- Șereniac River
- Bucovăț River
- Cernovăț River
- Barcheș River
- Lișava River
- Buhui River
- Ciclova River
- Comarnic River
- Dognecea River
- Gelug River
- Goruia River
- Ilidija
- Jervanu Mare River
- Jitin River
- Vicinic River
- Raicovacea River
- Gârliște River